# Лодка
Ло́дка — небольшое беспалубное судно.
В русском Военно-морском словаре лодка определяется как судно длиной до девяти метров, шириной до трёх метров и грузоподъёмностью до пяти тонн. Как правило, лодки — гребные суда, но бывают и парусные лодки, однако небольшие спортивные парусные суда принято называть «яхтами». Лодка может быть оборудована тем или иным видом двигателя (двигатель может быть как вспомогательным, так и основным источником энергии, и может быть как внутреннего сгорания, так и электрическим). В соответствии с принятой в большинстве государств и стран классификацией, «моторными лодками» называют суда с подвесным мотором. Небольшие суда со стационарным мотором чаще называют катерами.
Основным материалом для производства лодок служат лёгкие сплавы (как правило, дюралюминий), древесина, композиционные материалы и полимеры. Лодки, изготавливаемые из композитных материалов, обычно называют «пластиковыми». Особый тип лодок — надувные. Лодки РИБ (RIB — rigid inflatable boat) — надувные лодки с жёстким днищем и надувными бортами, обеспечивающими непотопляемость.
В настоящее время лодки используются для отдыха и туризма, рыболовства и перевозки грузов с судна на берег там, где нет причалов, передвижения по населённым пунктам во время наводнений и как спасательное средство (шлюпки), для перевозки небольшого количества пассажиров с одного берега на другой. 
Гидросамолёты с водоизмещающим фюзеляжем называют «летающими лодками».
Кроме того, термин «лодка» традиционно используется по отношению к некоторым типам кораблей, которые уже давно не соответствуют определению лодки (подводная лодка, канонерская лодка).
Не подлежат государственной регистрации шлюпки и иные плавучие средства, которые являются принадлежностями судна, суда массой до 200 килограммов включительно и мощностью двигателей (в случае установки) до 8 киловатт включительно, а также спортивные парусные суда, длина которых не должна превышать 9 метров, которые не имеют двигателей и на которых не оборудованы места для отдыха.

## Происхождение и эволюция лодки
Появление и эволюция лодки у первобытных народов шла несколькими путями. Первую идею о лодке мог дать плывущий по реке древесный ствол. Такими стволами пользуются иногда и животные для передвижения по воде. Человек приспособил дерево для лучшего им пользования, заострив один или оба его конца и выдолбив его внутри, то есть сделав из него челнок. Такие долблёнки, «однодерёвки», челны, душегубки, ба́ты были в употреблении у многих народов, остатки их находили на местах древних свайных построек в швейцарских озёрах, в торфяных болотах. Они до сих пор встречаются на некоторых сибирских реках и озёрах, а также во многих местах Азии и Африки. Зачастую небольшие, вмещающие от одного до трёх человек, они иногда могут обладать значительными размерами, которые позволяют достигать стволы громадной высоты и толщины. Подобные лодки встречаются в Полинезии и Африке. Технология выдалбливания стволов (половинок их) обычно подразумевает выжигание, при этом края мочат водой, а чтобы края не сходились, их распирают палками или дощечками. К этому типу относят большинство так называемых «каноэ» (кану) разных первобытнообщинных племён.
Лодки-однодревки появились приблизительно одновременно в разных частях света. Древнейшей такой лодкой в настоящее время считается лодка из Пессе (Нидерланды), изготовленная около 7500 лет до н.э.
Усовершенствование челна состояло в набивке на края его с каждой стороны по 1—2 досок или планок при помощи растительных волокон или деревянных шпеньков, причём щели затыкались мхом, замазывались смолой и другими водонепроницаемыми материалами; основа лодки превратилась в киль. Такие лодки распространены у малайских народов (prahau), а в усовершенствованных формах встречаются повсюду. Сюда же могут быть отнесены лодки из пучков фашин, папируса, камыша, бывшие в употреблении у древних египтян, «джонки» на Ганге и им подобные.
Основным типом лодок в местностях, где не росли крупные деревья, пригодные для изготовления челнов-однодеревок, была каркасная лодка — либо из шкур животных, либо из древесной коры. Такие древние лодки, однако, археологи не находят, поскольку они, будучи брошенными, быстро истлевают.
Особый вид представляют лодки из древесной коры; простейшие формы их встречаются у коренных австралийцев, которые срезают с громадного ствола продолговатый кусок коры и придают ему с помощью древесных волокон и перекладин форму челнока. Подобные лодки в употреблении у пешересов (на берегах Огненной Земли), местами в Северной Америке, нанайские оморочки.
Специальный способ держаться на воде дают кожаные надутые мешки; ими пользовались, например, американские индейцы при переправах через реки. У морских берегов с сильным прибоем, например, у берегов Перу, также в употреблении плоты на кожаных мешках; ими пользовались древние ассирийцы и египтяне для сплава товаров вниз по Тигру и Нилу. Местами основу мешков составляют корзинки, сплетённые из ивовых ветвей; такими мешками, по словам Юлия Цезаря, пользовались древние бритты. Подобным же образом устроен коракл коренных жителей Уэльса.
Усовершенствованным видом такого способа передвижения являются алеутские байдарки и эскимосские каяки, имеющие форму лодки и состоящие из деревянной основы, обтянутой кожей; оставляется только небольшое круглое отверстие, чтобы сесть человеку. Такие лодки очень легки (их может свободно нести человек на себе) и быстроходны, но неустойчивы. 
Особые типы представляют сложные лодки и плоты, составленные из нескольких соединённых вместе стволов, например, новогвинейские катамараны, двойные каноэ или лодки с так называемым «балансиром». Последние распространены в Полинезии и Меланезии и дают возможность с большей безопасностью плавать по морю. Принцип балансира заключается в том, что параллельно лодке с помощью двух поперечных перекладин на расстоянии 2—4 метров от неё укрепляется бревно, которое находится на поверхности воды. Это бревно не позволяет лодке сильно крениться или опрокинуться. Иногда балансиры устраиваются с обеих сторон, иногда бревно заменяется другой лодкой (двойное каноэ), иногда с одной стороны делается балансир, а с другой на ряде поперечных перекладин устраивается платформа, позволяющая помещаться большему числу людей.
Руль был уже позднейшим приспособлением, образовавшимся из весла, а весло в основе своей сводится к шесту, палке, копью, палице. Многие формы вёсел, употребляемых в Полинезии, Меланезии, по своей узкой, заострённой форме или короткой, расширенной почти не отличимы от некоторых форм копий и палиц.
Простейшим парусом был кусок какой-нибудь ткани или рогожи, которой рано стали придавать более правильную, трёх- или четырёхугольную форму и помещать на палке с перекладиной (первообраз мачты и реи). Местами, впрочем, например, в Америке, первобытному населению парус оставался неизвестным до прибытия европейцев.
Английский юрист Джон Макгрегор в 1865 году построил аналог эскимосского каяка, затем он создал вторую, усовершенствованную подобную лодку и прошёл на ней многие реки и озёра Северной и Центральной Европы, а также плавал на ней в Балтийском и Красном морях. Он основал первый в мире клуб любителей гребли на байдарках и каноэ.

## Типы и виды лодок
- Надувная лодка — плавсредство, представляет собой надувную конструкцию для плаванья по поверхности воды.
  - Пакрафт — сверхлёгкая надувная лодка, допускающая возможность переноски в составе прочего снаряжения в рамках туристических походов.
  - Жёстко-корпусная надувная лодка — маломерное судно (моторная лодка или катер), имеющая прочный и жёсткий корпус и расположенный по периметру верхней части надводного борта (у планширя) надувной баллон.
- Шлюпка — общее название малого беспалубного мореходного судна для транспортирования людей и грузов, а также для спасения личного состава на воде.
- Каноэ — универсальное название для безуключинных маломерных гребных судов (лодок) разных народов.
- Байдара — большая традиционная промысловая и транспортная лодка у северных народов Восточной Сибири и западной части Северной Америки, в том числе у береговых чукчей, алеутов, коряков и эскимосов; вместимость до 30-и человек.
- Байдарка — длинная узкая лёгкая лодка приморских народов тихоокеанского севера (алеутов, чукчей, коряков, эскимосов), предназначенная для охоты на морского зверя; то же, что и каяк.
- Баркас — самоходное судно небольших размеров, предназначенное для различных перевозок в гаванях и на рейдах; большая мореходная 14—22-вёсельная или моторизованная шлюпка.
- Вака — разновидность каноэ, в прошлом широко распространённый среди представителей новозеландского народа маори.
- Вельбот — быстроходная, относительно узкая, 4—8-вёсельная шлюпка с острыми образованиями носа и кормы.
- Верейка — тип небольшой узкой лодки, традиционно использовавшейся в Англии для перевозки пассажиров через реки или в гавани.
- Гондола — традиционная венецианская гребная лодка.
- Длиннохвостая лодка — тип лодки, распространённый в Юго-Восточной Азии, особенно в Таиланде и Малайзии.
- Долблёнка — гребная, реже со съёмной мачтой плоскодонная лодка, выдолбленная из единого ствола дерева.

- Каяк — тип гребной одно-, двух- или трёхместной традиционной промысловой лодки народов Арктики, то же, что промысловая байдарка.
- Кижанка — тип лодки, широко использовавшейся на крупных озёрах Карелии вплоть до конца XX века.
- Коза — историческое название одной из разновидностей гребных лодок, предназначенных для сетевого рыболовного промысла на Чёрном и Азовском морях.
- Коракл — небольшая традиционная лодка, используемая в основном на реках Уэльса, Англии, Ирландии и Шотландии; так же называют аналогичные лодки Индии, Вьетнама, Ирака и Тибета.
- Курага — рыболовная гребная лодка, распространённая в Уэльсе и Ирландии.
- Куррах — тип традиционных ирландских и шотландских средних и больших лодок с деревянным каркасом, обтянутым кожей или шкурой животных (обычно бычьей).
- Лепа — разновидность одномачтовой лодки у народности сама куванг, входящей в группу даяков (Сабах, Малайзия).
- Луццу — название традиционных рыбацких лодок на Мальте.
- Насад — речное плоскодонное, беспалубное судно с высокими набитыми бортами, с небольшой осадкой и крытым грузовым трюмом.
- Обласок — сибирская гребная лодка-долблёнка, используемая коренным (ханты, манси, кеты) и старожильческим русским населением Западной Сибири и Средней Сибири на таёжных реках.
- Оморочка — русскоязычное название лодки, традиционно использующейся малыми коренными народами Дальнего Востока (нанайцами и удэгейцами).
- Осиновка — традиционная небольшая поморская лодка или чёлн, которая делалась из цельного осинового ствола и была широко распространена по всему Поморью.
- Папирусная лодка — древнеегипетский корабль из папируса, один из самых древних в мире.

- Пирога — ставшее традиционным название лодок экзотических народов.
- Прорезь — разновидность крупных рыболовецких лодок, которые применялись для промысла на Каспийском море, выполняя функцию плавучего живорыбного садка.
- Сампан — собирательное название для различного вида дощатых плоскодонных лодок, плавающих недалеко от берега и по рекам Восточной и Юго-Восточной Азии.
- Туз — самая малая из судовых шлюпок; имеет одного гребца, который действует одновременно двумя вёслами; служит для переезда на берег, когда судно стоит вблизи последнего; имеет лёгкую конструкцию и длину менее трёх метров.
- Умиак — вид лодки у эскимосов; то же, что и байдара.
- Урумбай — относительно большая гребная лодка, распространённая на острове Новая Гвинея.
- Чайка — беспалубный плоскодонный чёлн запорожских казаков XVI—XVII веков, в виде огромной выдолбленной колоды, по бортам обшитой досками.
- Шикара — тип деревянной лодки, используемой на озере Дал и других водоёмах Сринагара, Джамму и Кашмир (Индия).

парусные:
- Гичка — лёгкая быстроходная парусно-гребная шлюпка с 6—10 распашными вёслами, острым носом и транцевой кормой.
- Карбас — парусно-гребное промысловое и транспортное судно среднего размера, одно из основных у поморов и распространённое у других жителей Севера и Сибири, начиная не позднее чем с XV и до середины XX веков.
- Набойня — небольшая речная парусно-гребная лодка, которая была распространена в европейской части Российской империи вплоть до конца XIX — начала XX веков.
- Листер-бот — открытая парусно-гребная лодка, предназначенная для рыболовства сетями и близкая по типу к палубным шлюпкам.
- Ладья — славянское и русское (поморское) парусно-вёсельное морское и речное судно, предназначенное для гражданских и военных целей.
- Подчалок — разновидность парусно-гребных одномачтовых лодок, получившая распространение на Каспийском море для рыбного промысла крючковой снастью или сетями.
- Струг — русское плоскодонное парусно-гребное судно (барка) XI—XVIII веков, служившее для перевозки людей и грузов.
- Чалум — историческое название древних парусных судов, которые применялись кхмерами для рыболовства и каботажного плавания.
- Ял — лёгкая парусная лодка (швертбот) или транцевая гребная, а также гребно-парусная корабельная шлюпка с вальковыми вёслами.

## В живописи
- Голландские корабли в спокойном море, Виллем ван де Вельде Младший, 1665
- Сигнал тумана, Уинслоу Хомер, 1885
- Путешествие на лодке, Фердинанд Гейльбют, 1889